# Otavia
Otavia (лат.) — род организмов, являющийся на данный момент самым ранним известным представителем царства животных и скорее всего являющийся губкой (хотя такая принадлежность оспаривается). Был найден в национальном парке Этоша в Намибии.
Остатки датируются между 760 и 550 млн лет назад, что говорит о том, что животное появилось ещё в конце тонийского периода, пережило глобальное оледенение и вымерло уже в эдиакарском периоде.
Размер окаменелостей варьируется от трети миллиметра до 5 мм. Внутри окаменелости полые и имеют множество небольших отверстий. Материал внешнего слоя — преимущественно фосфат кальция.